# Grandes éxitos (álbum de Kudai)
Grandes Éxitos es el primer álbum recopilatorio del cuarteto de pop-rock chileno Kudai, lanzado por la discográfica multinacional EMI Music el 9 de junio de 2010. Contiene los éxitos de sus anteriores álbumes de estudio, Vuelo (2004), Sobrevive (2006) y Nadha (2008). También fue editado en México, Colombia y Argentina. La separación oficial del grupo, radicado en México, fue anunciada en 2010, tras lanzar a la venta este disco, a manera de una despedida para todos sus fieles seguidores.

## Información del álbum
Luego de 10 años de grabaciones, giras y conciertos en los escenarios, el 9 de agosto de 2009 anuncian que Kudai tomaría un receso para iniciar proyectos personales. Antes de eso planificaron una gira de despedida a lo largo de Latinoamérica, no obstante fue cancelada.
En mayo de 2010 editan el primer disco compilatorio ‘Grandes Éxitos’, publicado por EMI Music en junio del mismo año, para luego hacerlo en el resto de América Latina. Contiene las canciones más recordadas que fueron hits durante una prolífera carrera que comenzó en el 2000, cuando cuatro niños chilenos, cuya edad promedio oscilaba los 11 años, se unieron para transformarse en el fenómeno musical más importante de la esa década.
Las 21 canciones seleccionadas para este álbum, a través de su sello EMI, recorren los tres primeros  álbumes de estudio de la agrupación, entre ellos hay tres versiones acústicas de sus éxitos Sin Despertar, Escapar y Llévame. Como broche de oro hacen el cierre musical con una canción pop inédita Hoy Quiero, la cual se convirtiera en el himno bailable del verano 2009.
Las jóvenes voces de Bárbara Sepúlveda, Tomás Cañas, Pablo Holman, Nicole Natalino (quien se retiró del grupo en 2006 cuando planeaban una gira internacional, empero regresó en 2016) y la adición de la cantante ecuatoriana Gabriela Villalba, son el gran recuerdo musical juvenil de toda una generación latinoamericana adolescente, la cual ahora, puede disfrutarlos en este álbum, el cual recorre, de nuevo, el cancionero desde que en 2003 el grupo pasó de ser Ciao a Kudai.
Curiosamente editan su primera antología de éxitos cuando ya los cuatro vocalistas alcanzan la mayoría de edad. Pablo, hijo de uno de los ex bajistas de Congreso, Ernesto Holman, tiene 19 años, Tomás y Bárbara llegan a los 20, mientras que Gabriela tiene 26.

## Lista de canciones
| N.º | Título               | Escritor(es)                  | Productor(es)    | Duración |  |
| 1.  | «Escapar»            | Gustavo Pinochet              | Gustavo Pinochet | 4:44     |  |
| 2.  | «Sin despertar»      | Pinochet                      | Pinochet         | 3:14     |  |
| 3.  | «Ya nada queda»      | Pinochet                      | Pinochet         | 3:42     |  |
| 4.  | «No quiero regresar» | Pinochet · Juan José Aránguiz | Pinochet         | 3:07     |  |
| 5.  | «Lejos de la ciudad» | Pinochet · José Miguel Alfaro | Pinochet         | 4:03     |  |
| 6.  | «Llévame»            | Pinochet                      | Pinochet         | 3:44     |  |
| 7.  | «Tal vez»            | Pinochet · Alfaro             | Pinochet         | 3:29     |  |
| 8.  | «Ya no quiero más»   | Pinochet                      | Pinochet         | 3:14     |  |
| 9.  | «Déjame gritar»      | Pinochet ·Alfaro              | Pinochet         | 3:17     |  |
| 10. | «Aún»                | Pinochet                      | Pinochet         | 4:19     |  |
| 11. | «Quiero mis quinces» | Pinochet · Alfaro             | Pinochet         | 3:26     |  |
| 12. | «Lejos de aquí»      | Koko Stambuk · Kudai          | Carlos Lara      | 4:17     |  |
| 13. | «Nada es igual»      | Carlos Lara                   | Lara             | 4:22     |  |
| 14. | «Abismo»             | Cathy Lean · Jorge Flores     | Lara             | 3:33     |  |
| 15. | «Disfraz»            | Stambuk · Kudai               | Lara             | 4:04     |  |
| 16. | «Morir deamor»       | Stambuk · Kudai               | Lara             | 3:57     |  |
| 17. | «Abrázame»           | Lara                          | Lara             | 3:34     |  |

| Bonus Tracks |                            |              |               |          |  |
| N.º          | Título                     | Escritor(es) | Productor(es) | Duración |  |
| 18.          | «Sin despertar (acústico)» | Pinochet     | Pinochet      | 2:57     |  |
| 19.          | «Escapar (acústico)»       | Pinochet     | Pinochet      | 3:51     |  |
| 20.          | «Llévame (acústico)»       | Pinochet     | Pinochet      | 3:43     |  |

| Bonus Track Edición Chilena |                            |                     |               |          |  |
| N.º                         | Título                     | Escritor(es)        | Productor(es) | Duración |  |
| 21.                         | «Hoy quiero (versión pop)» | Juan Blas Caballero | Koko Stambuk  | 2:53     |  |
| 77:30                       |                            |                     |               |          |  |